# آن کیم
آن کیم (انگلیسی: Ann Kim) سرآشپز و رستوران‌داری در مینیاپولیس در مینه‌سوتا ایالات متحده آمریکا است. وی در سال ۱۹۷۷ از کره جنوبی به آمریکا مهاجرت کرد و در رشتهٔ زبان و ادبیات انگلیسی در دانشگاه کلمبیا تحصیل کرد. او مدتی در مینیاپولیس به کار بازیگری مشغول بود و سپس به آشپزی و رستوران‌داری روی آورد. برنامهٔ شفز تیبل یکی از اپیزودهای خود را به او و هنر پیتزاپزی‌اش اختصاص داد.